# Hugo V (conde de Maine)
Hugo V d'Este (em francês:  Hugues V) foi conde de Maine de 1069 até 1131.
Era filho de Alberto Azzo II de Este e Garsenda do Maine (irmã do conde Hugo IV).
Em 1069, os habitantes de Le Mans estavam revoltados com o domínio do condado de Maine pelos normandos. Com a ajuda de alguns barões de Manceaux a população expulsou os normandos e proclamou o jovem Hugo como 5° conde de Maine.